# Agrotis valligera
Agrotis valligera là một loài bướm đêm trong họ Noctuidae.